# 煜綸
宗室煜綸（穆麟德轉寫：Uksun Ioilun，1805年9月14日—1862年5月28日，嘉慶十年七月二十二日卯時－同治元年五月初一日酉時），字星東，又字子常。清朝遠支宗室正紅旗第二族載字輩，清朝政治人物。

## 生平
道光十七年（1837年）中式丁酉科宗室鄉試舉人。
道光二十四年（1844年）中式甲辰科宗室會試第一名，殿試位列第三甲第二十六名同進士出身。選翰林院庶吉士。
二十五年（1845年）四月，散館，授翰林院檢討。升翰林院侍講。
二十七年（1847年）五月，因考試翰詹各員考列三等，降為編修。
二十八年（1848年），升侍講。七月，以侍講兼充幫辦院事，後改辦理院事。庶常館提調官。四月，轉翰林院侍讀。
二十九年（1849年）三月，升詹事府右春坊右庶子。以右庶子充日講起居注官。
三十年（1850年）七月，調詹事府左春坊左庶子。
咸豐二年（1852年）五月，考試翰詹各員考列二等，獲賞大卷紬袍料一疋。
四年（1854年）三月，升翰林院侍講學士。十二月，轉翰林院侍讀學士，充文淵閣直閣事。
五年（1855年）五月十四日，擢太僕寺卿。停辦理院事、庶常館提調官。
九年（1859年）五月二十日，授都察院左副都御史。派充己未科四川鄉試正考官。九月二十二日，授盛京兵部侍郎。
十年（1860年）三月，奏報驛站馬乾車價銀兩前經被劫現無著落情形。獲派會同倭仁、景霖審辦盛京刑部司員得贓賣放盜賊一案。四月，與倭仁共同奏報陵寢各處工程完竣、獲派驗收，並查明年終具奏未結各案、漏敘兩案情形。十二月，奏報審明已革驍騎校被參各款並承審司員分別定擬緣由。
十一年（1861年），以盛京兵部侍郎管理移居盛京宗室事務。五月，奏報審明盜案。六月，調查奏報驛站接遞文報遲誤情形。七月，奏報覆審交辦盜案。十二月，與盛京將軍、副都統、各部侍郎聯名奏謝天恩兵部遞到同治帝登極頒示天下恩詔事。
同治元年（1862年）正月十二日，開缺去職。五月初一日卒，年五十八歲。

## 家庭及關聯
- 八世祖：禮烈親王代善（1583年－1648年），清太祖高皇帝第二子，封和碩禮親王，諡烈，配饗太廟。
- 七世祖：謙襄郡王瓦克達（1606年－1652年），代善第四子，功封三等鎮國將軍，授征西大將軍，晉封多羅謙郡王，管理工部事務，擢議政王，諡襄。
- 六世祖：已革鎮國公留雍（1647年－1709年），瓦克達第二子，襲封奉恩鎮國公，因懶惰革爵。
- 五世祖：宗室達禮納（1690年－1715年），留雍第五子，閑散。
- 高祖父：宗室納穆善（1714年－1737年），達禮納第二子，閑散。
- 曾祖父：宗室長壽（1731年－1752年），納穆善第一子，閑散。
- 祖父：宗室舒明阿（1752年－1820年），長壽第一子，閑散。
- 父：宗室恒尚（1772年－1825年），舒明阿第一子，官額外主事。
- 母：文篤氏，恒尚繼室，福亮之女。
- 煜綸為恒尚第二子，有一兄一弟：
  - 宗室清康（1802年－1839年），由贊禮郎官至東陵石門衙署工部郎中，無嗣。
  - 宗室墨林（1810年－1857年），道光十六年過繼予其叔廣安為嗣，官至一等侍衛、興京城守尉。

### 妻妾
- 正室：溫都氏，筆帖式富廣之女。
- 無側室。

### 子女
有二子。
- 純奎（1838年－1844年），早卒，有繼嗣。
- 琦潤（1846年－1849年），早卒，無嗣。

| 官衔          | 官衔                                                                                          | 官衔        |
| ------------- | --------------------------------------------------------------------------------------------- | ----------- |
| 前任： 基溥   | 滿太僕寺卿 咸豐五年五月十四日乙亥－咸豐九年五月廿日己丑 1855年6月27日－1859年6月20日在任      | 繼任： 聯康 |
| 前任： 成琦   | 滿左副都御史 咸豐九年五月廿日己丑－咸豐九年九月廿二日戊子 1859年6月20日－1859年10月17日在任   | 繼任： 聯康 |
| 前任： 訥爾濟 | 盛京兵部侍郎 咸豐九年九月廿二日戊子－同治元年正月十二日乙未 1859年10月17日－1862年2月10日在任 | 繼任： 聯康 |